# Serricella
Serricella è una frazione del comune di Acri in provincia di Cosenza.

## Geografia fisica
Serricella sorge su una delle tante montagne della città di Acri,  esattamente di fronte in linea d’aria al centro storico.È collegata ad Acri attraverso la strada provinciale che conduce sin sotto la valle e risale dopo aver attraversato il fiume Mucone. Da Cosenza è raggiungibile in direzione Montalto-Luzzi.

## Storia
La frazione nasce come piccolo agglomerato contadino e le sue origini sono prevalentemente incerte. Fino alla prima metà del XX secolo la popolazione viveva prevalentemente di produzione agricola.
Fra gli anni 1920-30 sono sorti i primi edifici commerciali e pubblici che hanno favorito l’espansione della zona in un vero e proprio paesino. Nel secondo dopoguerra sono state edificate numerose abitazioni di moderna concezione, i servizi principali quali scuole dell’infanzia ed elementare e il borgo di Serricella è diventato un punto di riferimento per le altre contrade limitrofe.

## Monumenti e luoghi d'interesse
- La chiesa Parrocchiale di San Giorgio

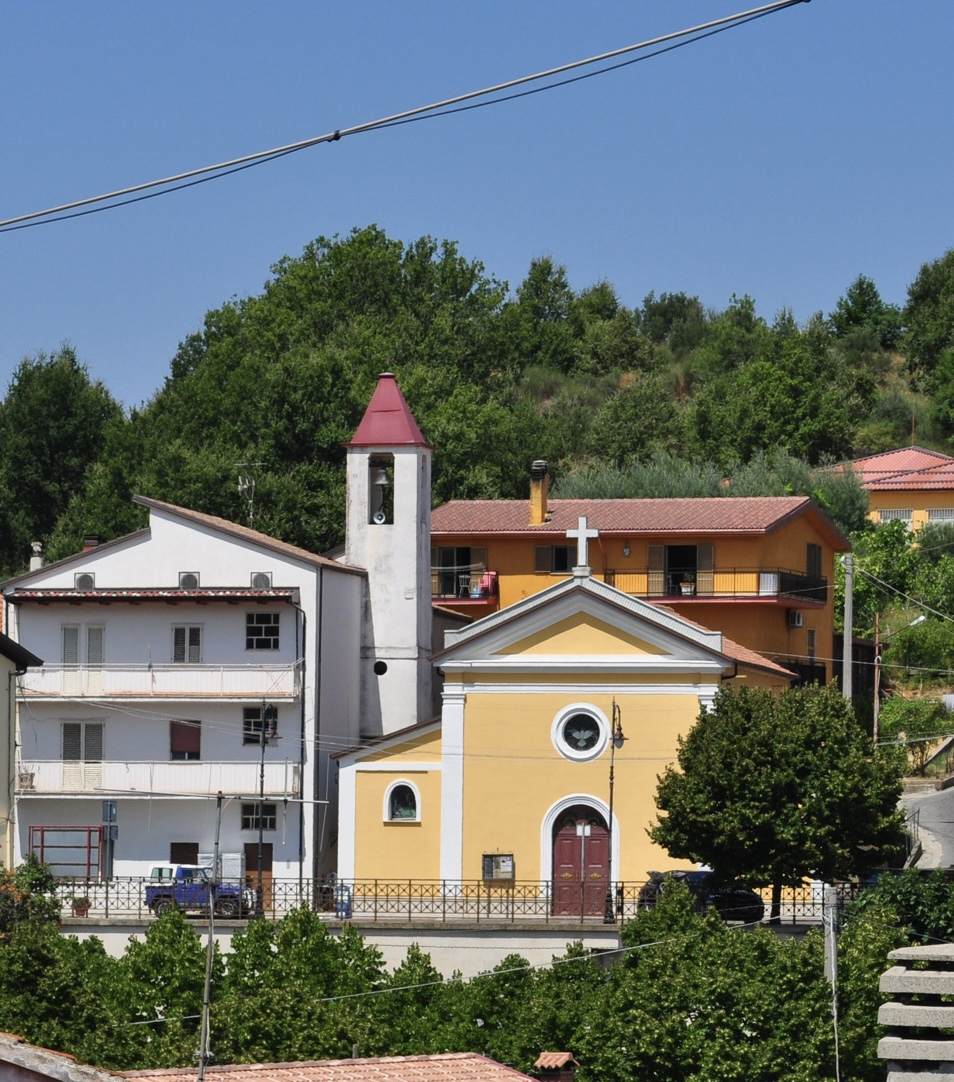
La chiesa Parrocchiale di San Giorgio

- Chiesa di San Giorgio Martire[3]: sorta sui terreni donati dalla famiglia Fusaro all’inizio del XX secolo. Ha tre navate ed è di stile neoclassico, con gradevoli archi e lesene. La chiesa ha subito negli anni vari restauri e rimodernamenti dell’interno e dell’esterno. Edificata nei primi del ‘900, è stata consacrata nell’aprile 1930 da Mons. Salvatore Scanu, vescovo di San Marco e Bisignano.[4] L’interno di gusto neoclassico è caratterizzato dalla navata di modeste dimensioni decorata da 3 archi laterali per ogni lato e da un arco trionfale che separa la navata dal presbiterio. Il presbiterio presenta un altare di moderna concezione, l’ambone e la sede. Sul fondo della parete è presente un possente crocifisso ligneo mentre alla destra dell’altare (su uno dei due lati dell’arco) è posizionato, su una colonna decorata, il tabernacolo. Nella chiesa sono custodite alcune statue come San Giorgio, San Michele, la Madonna della Pace, San Pio e Santa Barbara. Il soffitto riprende lo stile a cassettoni. Su alcune pareti sono presenti delle tele di autori minori locali con scene della vita di Cristo.